# علم بوليفيا
أعتمد علم بوليفيا في 31 تشرين الأول - أكتوبر من سنة 1851 ويتكون علم بوليفيا من ثلاثة ألوان أفقية أعلاها الأحمر وأوسطها الأصفر وأسفلها الأخضر، والجدير بالذكر أن أول علم أعتمد في بوليفيا صمم في عام 1825، وأُدخلت عليه تعديلات في 1826 و1831 و1851 وآخر تعديل في العلم كان عكس اللونين الأصفر والأحمر مكان بعضهما البعض مما يجعله مماثلاً لعلم المجر والذي يختلف عنه بوجود شريط أفقي أبيض اللون في الوسط بدلاً من الشريط الأصفر.

## معنى ألوان العلم
- الأحمر: يرمز إلى الكفاح من أجل استقلال بوليفيا عن الاستعمار الإسباني.
- الأصفر: يرمز إلى الثروات المعدنية في بوليفيا كما يرمز كذلك إلى قارة أمريكا الجنوبية.
- الأخضر: يرمز إلى الزراعة.

## أعلام تاريخية

راية ويفالا كوياسويو (الإنكا، استخدم مرة أخرى منذ عام 2009)
علم النيابة الملكية على بيرو مابين عامي 1542-1776 وملكية ريو دي لا بلاتا البديلة مابين عامي 1776-1785
علم ملكية ريو دي لا بلاتا البديلة مابين عامي 1785-1825
علم بوليفيا مابين عامي 1825–1826
علم دولة بوليفيا مابين عامي 1825–1826
علم بوليفيا مابين عامي 1826–1831
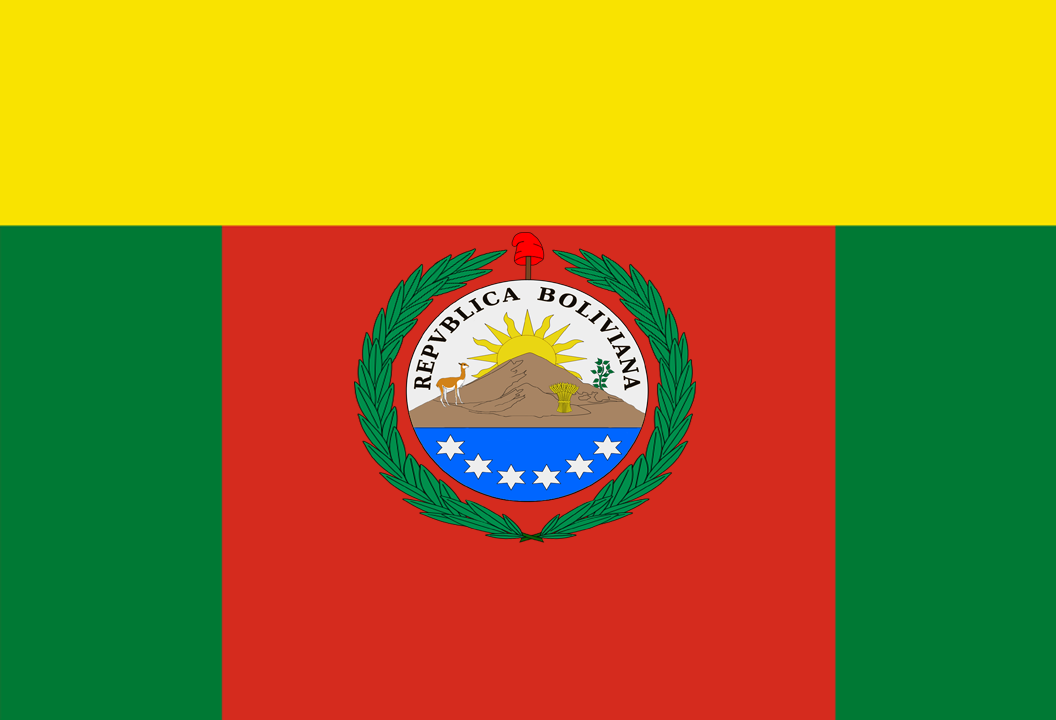
علم دولة بوليفيا مابين عامي 1826–1831
علم كونفدرالية بيرو وبوليفيا مابين عامي 1836–1839
علم بوليفيا مابين عامي 1826–1836 (استخدم مرة أخرى مابين عامي 1839–1851 بعد انفصال بوليفيا عن بيرو)
علم دولة بوليفيا مابين عامي 1826–1836 (استخدم مرة أخرى مابين عامي 1839–1851 بعد انفصال بوليفيا عن بيرو)
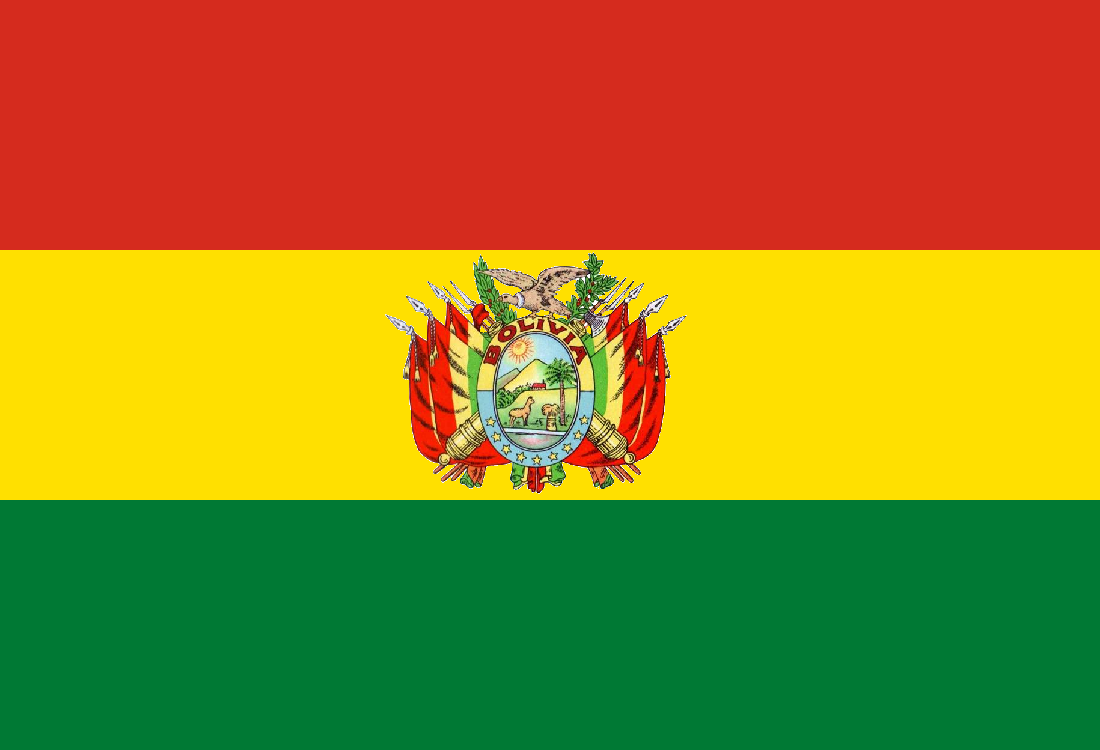
علم الدولة البوليفي قبل التعديل عام 2004
علم القوات المسلحة البوليفية حتى عام 2010